# Textilindustrie in den Vogesen

Topographische Karte der Vogesen

Die Textilindustrie in den Vogesen entwickelte sich aus kleinen Anfängen im 13. Jahrhundert zu einem bedeutenden Wirtschaftszweig im 18. und 19. Jahrhundert, in der 2. Hälfte des 20. Jahrhunderts ging sie zurück, im 21. Jahrhundert haben nur wenige Firmen überlebt.

## Geografie und geografische Voraussetzungen
Die Vogesen sind ein Mittelgebirge im Osten Frankreichs. Die Textilindustrie befindet sich im Wesentlichen im südlichen Teil des Massivs und erstreckt sich sowohl am Osthang (Elsass, Département Haut-Rhin), im Westen (Lothringen, Département Vosges) und im Süden (Franche-Comté, Département Haute-Saône, Territoire de Belfort). Die Gegend ist dicht bewaldet, die Täler sind tief eingeschnitten, die Bäche und Flüsse sind wasserreich. Hier entspringen Flüsse wie die Mosel und der Ognon, die nach Westen fließen, die Ill und die Bruche, die nach Osten fließen und die Savoureuse, die nach Süden fließt. Die Wasserkraft wurde schon früh für Mühlen genutzt.

## Geschichte

### Beginn im 13. Jahrhundert
Die Bewohner, meist Bauern, waren arm, die Böden sind unfruchtbar, die landwirtschaftlich nutzbaren Flächen klein, die Vegetationsperiode ist kurz, der Winter lang. Das Spinnen und Weben von Textilstoffen entwickelte sich ab Mitte des 13. Jahrhunderts in dem Gebiet, das heute Lothringen entspricht. Dadurch hatten die Bewohner einen Nebenverdienst, den sie auch im Winter ausüben konnten, die Webstühle standen in den Häusern der Familien und die ganze Familie konnte mithelfen. Als textile Materialien wurden damals Wolle, Hanf und Leinen verarbeitet. Die Weber stellten aus Hanfgarn Bettlaken, Stoffe für die Körperwäsche und Tischwäsche her.

### Aufschwung im 17./18. Jahrhundert
Als im 17. Jahrhundert Erzbergwerke in den Vogesen wegen Erschöpfung geschlossen wurden, siedelten sich stattdessen Textil-Manufakturen an. Der große Aufschwung der Textilindustrie im 18. Jahrhundert, speziell in Mülhausen und Umgebung, der durch die Baumwolle ausgelöst wurde, führte auch dazu, dass in den Vogesen mehr Fabriken entstanden. Für den mechanischen Antrieb der Spinnmaschinen und Webstühle stand reichlich Wasserkraft zur Verfügung, die Bauern hatten Erfahrung in der Textilproduktion. Aus den Bauern wurden Arbeiter. Zuerst siedelten sich die Fabriken an den Wasserläufen an, da aber der Platz in den engen Tälern beschränkt war, leitete man das Wasser durch Stauwehre und Kanäle zu entfernteren Gebäuden. Als später der mechanische Antrieb durch Elektrizität ersetzt wurde, nutzte man die Wasserkraft zur Elektrizitätsgewinnung.

### Höhepunkt im 19./20. Jahrhundert
Im 19. Jahrhundert nahm die Textilindustrie einen weiteren Aufschwung, auch wegen der Kontinentalsperre Napoleons, durch die die englischen Konkurrenten ausfielen. Es entstanden Manufakturen in den höheren, westlich gelegenen Tälern, wie der Moselotte, in Saulxures-sur-Moselotte, wurde die erste Spinnerei 1825 eröffnet. Die Produktion wurde weiter mechanisiert und automatisiert, z. B. durch die Spinning Jenny. Es entstanden die typischen ebenerdigen Fabrikgebäude mit ihren Sheddächern. Zusätzlich entstanden auch Werkzeugmaschinenfabriken, die die Textilmaschinen herstellten, z. B. Schlumberger in Guebwiller.
Zu Beginn des 19. Jahrhunderts verdienten die Arbeiter in der Textilindustrie abhängig von ihrer Qualifikation: Hoch qualifizierte Arbeiter wie Designer 5 bis 7 Francs pro Tag, ausgebildete Arbeiter ca. 2,5 Francs pro Tag und unqualifizierte Arbeiter weniger als 2 Francs pro Tag. Von 2 bis 3 Francs konnte eine Familie nicht leben, sie war auf Nebenverdienste angewiesen.

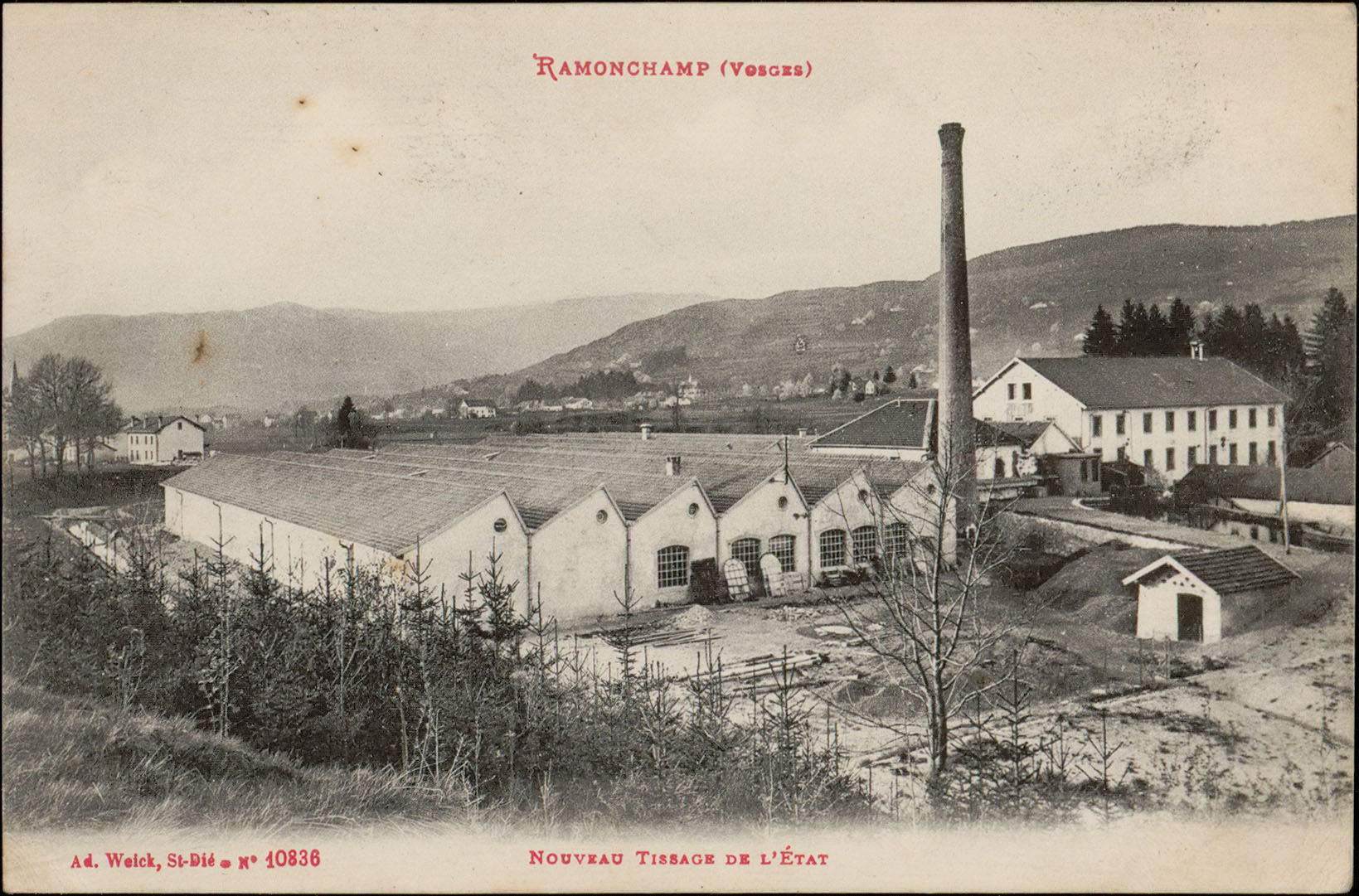
Weberei in Ramonchamp, ca. 1880

Nach der Annexion des Elsass durch das Deutsche Reich (Reichsland Elsaß-Lothringen) 1871 wurden die elsässischen Fabriken vom französischen Markt abgetrennt und mussten sich nach Deutschland orientieren, die Fabriken in den westlichen Vogesen und in der Franche-Comté und Belfort arbeiteten weiterhin für den französischen Markt. Mehrere elsässische Firmen gründeten Zweigstellen im französischen Gebiet, z. B. DMC in Belfort.
Nach dem Ersten Weltkrieg investierten wieder französische Industrielle in den Vogesen, z. B. Marcel Boussac.

### Niedergang nach dem Zweiten Weltkrieg
Im Zweiten Weltkrieg verlor die französische Textilindustrie durch die Besetzung durch Deutschland viele Märkte an die englische Konkurrenz. Danach gelang es ihr wieder ihre angestammten Märkte, z. B. in Afrika, zurückzuerobern. In den 1960er Jahren wurde die Konkurrenz der Billiglohnländer stärker. Die Produktion wanderte zuerst nach Südeuropa, dann nach Nordafrika aus. Der Niedergang der französischen Textilindustrie führte fast zu ihrer Auflösung.

## Textilindustrie Heute
Die Textilindustrie in den Vogesen hat überlebt durch Spezialisierung z. B. auf technische Garne und Gewebe und durch Rückbesinnung auf ihre Tradition, z. B. die Leinenverarbeitung. Der Umfang ist aber nicht zu vergleichen mit der Hochzeit, sowohl was Beschäftigung als auch Umsatz betrifft.
Anfang der 2000er Jahre wurde von Simon Edelblutte eine Untersuchung über die Textilindustrie Frankreichs veröffentlicht. In Lothringen wurden 8.900, das waren ca. 9 % der französischen Textilarbeiter, beschäftigt, im Elsass 7,5 %, also ungefähr 7.400. In der Region Remiremont-Gérardmer gab es 48 Textilfirmen, ca. 30 % aller lothringischer Betriebe. Im Jahr 1955 gab es in Lothringen noch 67.000 Beschäftigte, 1990 17.000, 1999 10.000 und in 2002 8.900. 2023 musste die älteste Textilfabrik Filatures et Tissages Saulxure-sur-Moselotte, gegründet 1825, schließen. Sie beschäftigte bis zu 810 Personen, am Schluss blieben noch weniger als 50.
Einige Textilhersteller heute: TGL Fabrics Gisèle, Hersteller von Haushaltswäsche in La Bresse, Ets Parmentelat, Textilveredelung, in Gérademer, Labonal (für LA BONneterie ALsacienne), Strümpfe, in Dambach-la-Ville, Linvosges, Leinen und Haushaltswäsche sowie Garnier Thiébaut und Blanc des Vosges, Webereien von Heimtextilien, in Gérardmer.

### Le Jacquard Français
Diese Textilfirma wurde 1861 von Benjamin Baer in Gérardmer gegründet, zunächst zum Vertrieb der in Heimarbeit erstellten Stoffe der Umgebung. Nach seinem Tod 1888 übernahmen zwei Brüder Lévy die Firma unter dem Namen Nathan Lévy et Compagnie. 1902 beschlossen sie, eine eigene Weberei zu eröffnen, nach Erfolgen erweiterten sie die Fabrik 1928 um eine Bleicherei und Färberei. Die Zerstörungen im Zweiten Weltkrieg wurden beseitigt, die Produktion umfasste ein komplettes Sortiment an weißem Leinen aus Baumwolle, Leinen und Mischgewebe. 1968 übernahm ELIS (Europe Linge Service) die Firma und 1974 wurde daraus Le Jacquard Français. 1978 begann die Zusammenarbeit mit dem berühmten Designer Primrose Bordier, der neue Muster über das übliche Weiß hinaus kreierte. Hinweis: Jacquard-Gewebe wird schon beim Weben mit einem Muster versehen und nicht nachträglich bedruckt. Durch die Konzentration auf hochwertige Textilien mit modernem Design überlebte die Firma die Preiskämpfe der folgenden Jahre. Mit 100 bis 200 Mitarbeitern machte sie 2022 ca. 14 Mio.€ Umsatz.

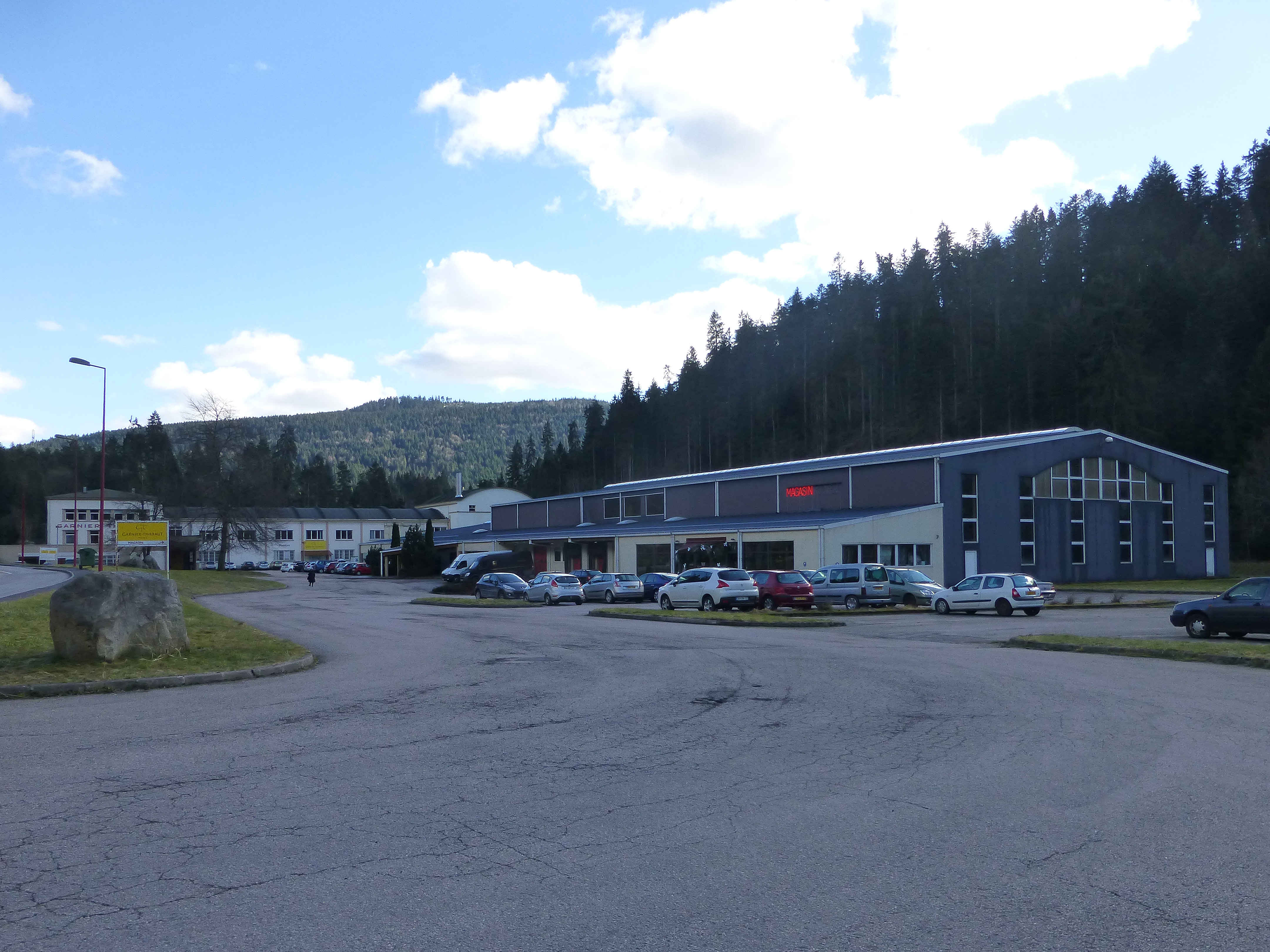
Gerademer Fa. Garnier-Thiébaut

### Labonal
Die Geschichte dieses Strumpf-Herstellers ist beispielhaft. Gegründet 1924 mit 20 Arbeitern, die 240 Paar Strümpfe am Tag herstellten, in den 1930er Jahren kam eine Färberei dazu, in den 1970er Jahren fertigten bis zu 1000 Angestellte mehr als 15 Mio. Paar Strümpfe pro Jahr. 1979 wurde die Firma von Kindy übernommen, 1996 wurde die Herstellung eingestellt. Ab 2006 wurde die Fabrik wieder eröffnet, musste aber 2020 wieder schließen. Durch die Herstellung von Covid-Masken konnte die Firma wieder eröffnet werden und stellte 2023 mit 80 Angestellten 6000 Paar Strümpfe pro Tag her.

## Die frühe Textilindustrie in der Kunst
Die neuen Gebäude der Textilfabriken fanden das Interesse der Maler und Zeichner. Speziell Jean Mieg (1791–1862) erstelle 36 Lithografien Manufactures du Haut-Rhin von 1822 bis 1824 für den Verleger Godefroy Engelmann in Mülhausen. Jean Mieg war der Sohn von Mathieu Mieg, Textilindustrieller, und ausgebildet an der École nationale des Beaux-Arts in Paris. Seine Bilder der Textilfabriken in Logelbach bei Colmar, Poutay heute Plaine, Dornach und Mülhausen zeigen die Fabrikgebäude in ihrer ländlichen Umgebung im romantischen Stil. Die Fabrikgebäude waren noch mehrstöckig, mit kleinen Türmen und Erkern verziert. Sie glichen eher adligen Landhäusern als Fabriken. Der Antrieb erfolgte meist mit Wasserkraft, nur vereinzelt sieht man kleine Rauchwolken der Dampfmaschinen. Die wenig romantischen Arbeitsplätze selbst werden nicht dargestellt, auch Arbeiter sieht man nur vereinzelt.

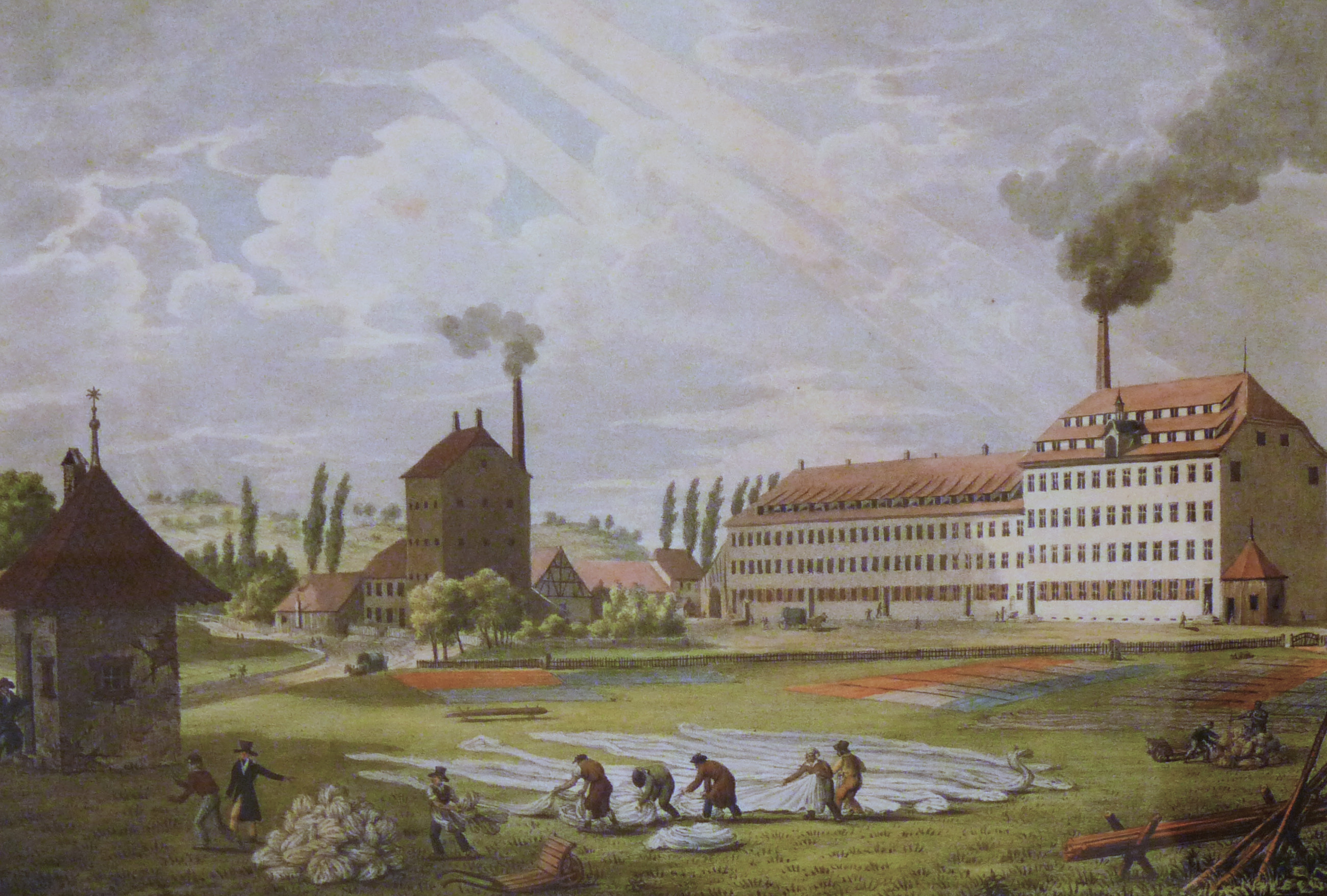
Jean Mieg: Fabrique d'indiennes à Dornach

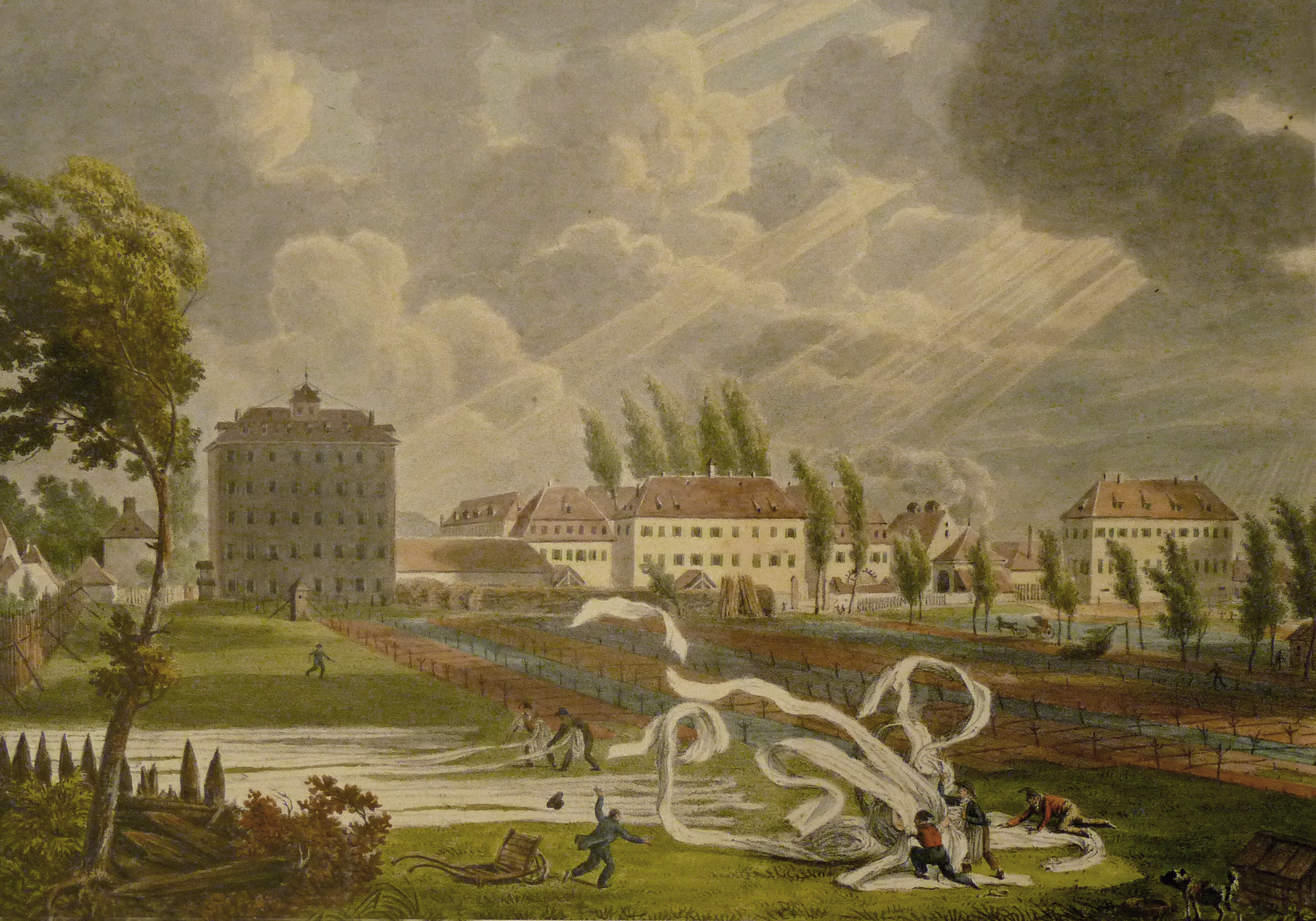
Jean Mieg: Fabrique d'indiennes à Logelbach

## Tourismus, Museen, Messen
In Husseren-Wesserling gibt es im Parc de Wesserling das Ecomusée Textile. Mehrere Orte haben auch „Wanderwege auf den Spuren der Textilindustrie“ angelegt, so in La Bresse, wo es Wege zu den verlassenen Werken und zu noch existierenden Fabriken gibt.
In Sainte-Marie-aux-Mines finden im Frühjahr und Herbst Stoffmessen statt, bei denen zumeist in den Vogesen hergestellte Textilien angeboten werden. Seit einigen Jahren findet hier auch die internationale Patchwork-Ausstellung Carrefour européen du Patchwork statt. Diese Messe erinnert an die Amish, die im 17. Jahrhundert aus der Schweiz vertrieben wurden und sich in Sainte-Marie-aux-Mines ansiedelten. Hier wurden sie 1712 wieder vertrieben und wanderten in die USA aus. Sie gelten als „Erfinder“ des Patchworks und des Quilts.